# Christiane Goetz-Weimer

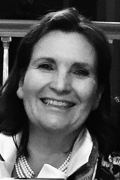
Christiane Goetz-Weimer (2016)

Christiane Goetz-Weimer (* 9. März 1962 in Frankfurt am Main) ist eine deutsche Verlegerin und Publizistin. 

## Leben und Wirken
Christiane Goetz-Weimer war Politikredakteurin der Frankfurter Allgemeinen Zeitung und gehörte zur Gründungsredaktion der Frankfurter Allgemeinen Sonntagszeitung. Im Jahr 1995 gründete sie die Marktforschungs- und Rankingagentur Campo-Data. 2001 gründete sie in Potsdam den Ch. Goetz Verlag. Mit ihrem Ehemann Wolfram Weimer gründete sie 2012 die Weimer Media Group, in den der Ch. Goetz Verlag eingegliedert wurde. Das Unternehmen verlegt eine Reihe von Wirtschaftsmedien. 2013 zog das Paar von Potsdam nach Tegernsee. 2025 wurde bekannt, dass sie im Zuge der Ernennung Weimers zum Kulturstaatsminister alleinige Verlegerin der Weimer Media Group wird.
Als Verlegerin leitet sie das Wirtschaftstreffen Ludwig-Erhard-Gipfel, das jährlich im Januar von der Weimer Media Group in Gmund am Tegernsee, dem ehemaligen Wohnort von Ludwig Erhard, veranstaltet wird. Dabei wird auch der Freiheitspreis der Medien vergeben. Ebenso leitet sie die von der Weimer Media Group organisierte Veranstaltung Signs Award.
Goetz-Weimer hat mit ihrem Ehemann Wolfram Weimer drei Söhne.